# Zarafshon
Zarafshon (także Zarafszan) - miasto w Uzbekistanie, w prowincji Navoiy, na pustyni Kyzył-kum. Nazywane złotą stolicą Uzbekistanu ze względu na odkrywkową kopalnię złota w pobliskim Muruntau.
Lotnisko w Zarafshan (IATA: AFS), obsługiwane przez Uzbeckie Linie Lotnicze (Oʻzbekiston havo yoʻllari), obsługuje codzienne bezpośrednie połączenie z Taszkentem.
W mieście działa kombinat metalurgiczny.